# Selaginella myosurus
Selaginella myosurus är en mosslummerväxtart som först beskrevs av Olof Swartz och som fick sitt nu gällande namn av Arthur Hugh Garfit Alston.
Selaginella myosurus ingår i släktet mosslumrar och familjen mosslummerväxter. Inga underarter finns listade i Catalogue of Life.